# Bahamas Davis Cup-lag
Bahamas Davis Cup-lag styrs av Bahamas lawn tennisförbund och representerar Bahamas i tennisturneringen Davis Cup, tidigare International Lawn Tennis Challenge. Bahamas debuterade i sammanhanget 1989 och tog sig 1993 från Amerikazonen fram till kvalet till elitdivisionen.